# Poli(chlorek winylu)

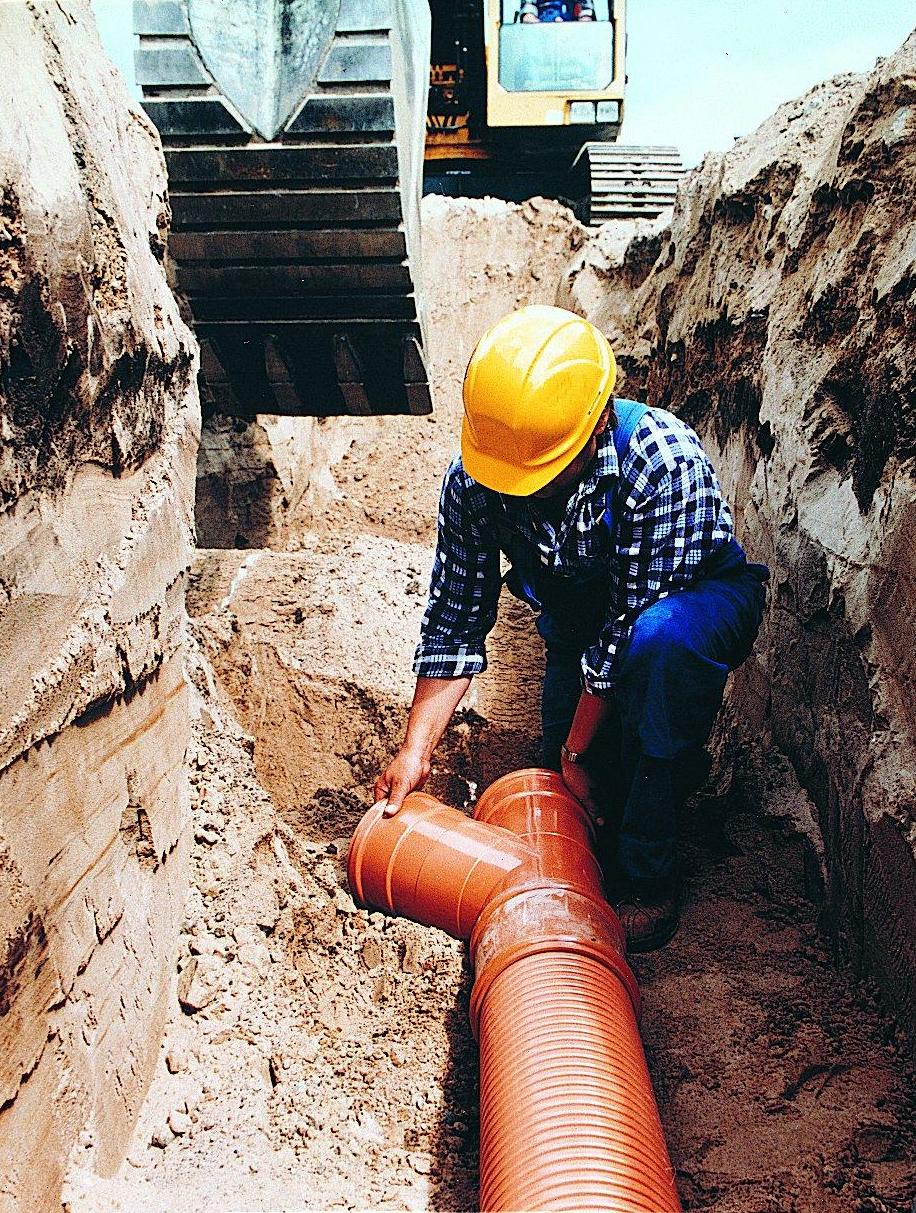
PCW jest szeroko stosowany w rurach kanalizacyjnych ze względu na niski koszt, odporność chemiczną i łatwość łączenia.

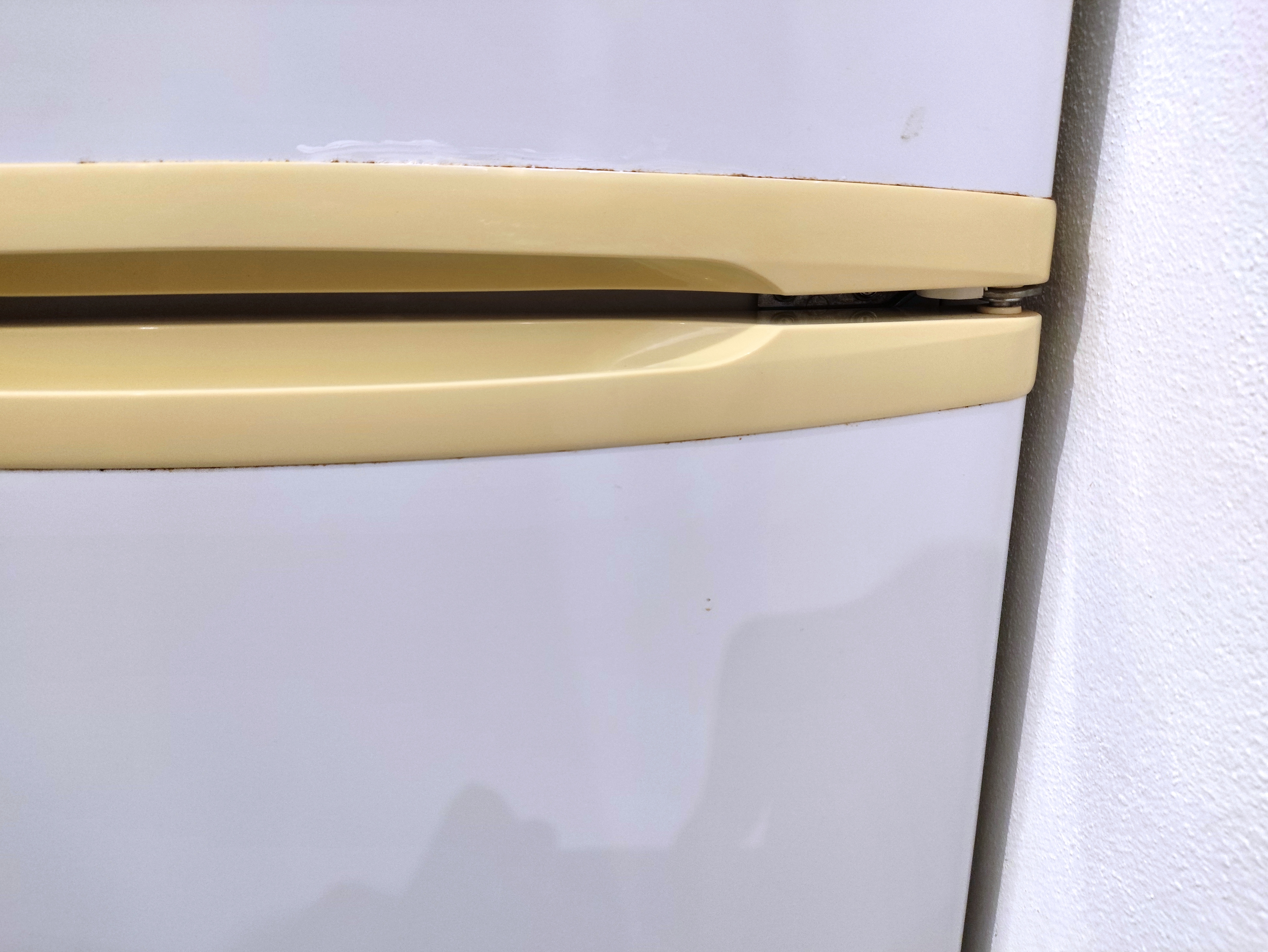
PCW żółknie z czasem, ulegając fotoutlenianiu polimerów.

Poli(chlorek winylu) (polichlorek winylu, PVC, PCW) – polimer syntetyczny z grupy polimerów winylowych, otrzymywany w wyniku polimeryzacji chlorku winylu. Stosowany do wytwarzania tworzyw sztucznych. Ma właściwości termoplastyczne, charakteryzuje się dużą wytrzymałością mechaniczną, jest odporny na działanie wielu rozpuszczalników.

Synteza poli(chlorku winylu)

## Nazwa handlowa w Polsce
W obrocie handlowym w Polsce występuje jako polwinit (zmiękczony, czyli plastyfikowany i granulowany PCW) i polwiplast (granulat obuwiowy PCW). Skład tego ostatniego dla jednej z odmian to około 50% czystego polichlorku winylu, 40% plastyfikatora – np. ftalanu di(2-etyloheksylu) lub mieszaniny ftalanu di(2-etyloheksylu) z ftalanem dibutylu, ftalanem izoamylu i adypinianem di(2-etyloheksylu).

## Zastosowanie
Polimer ten jest stosowany w różnych gałęziach gospodarki:
- do produkcji wykładzin podłogowych, stolarki okiennej i drzwiowej, akcesoriów (w postaci różnych listew wykończeniowych), rur i kształtek do wykonywania instalacji w budynkach, jako elewacja (siding), folii itp.
- w medycynie: dreny, sondy, cewniki, strzykawki[2]
- do wyrobu opakowań, elementów urządzeń, płyt gramofonowych, drobnych przedmiotów itp.
- pokrywanie powierzchni sportowych oraz innych, zakrytych i otwartych (czasem jako igelit)
- w elektrotechnice polwinit stosowany jest jako izolacja w przewodach i kablach.

## Rodzaje
Tworzywo to jest dzielone w zależności od właściwości na:
- PCW twardy (PVC-U),
- PCW miękki (PVC-P, z większą zawartością plastyfikatorów),

a ze względu na technikę produkcji na:
- PCW suspensyjny (PVC-S),
- PCW emulsyjny (PVC-E),
- PCW zwykły, polimeryzujący w masie (PVC-M).